# Саллі (ураган, 2020)
Ураган Саллі (англ. Hurricane Sally) — руйнівний ураган в Атлантиці, який став першим ураганом, який здійснив вихід на берег в американському штаті Алабама з часів ураган «Іван» в 2004 році. Вісімнадцятий названий шторм і сьомий ураган надзвичайно активного сезону ураганів в Атлантичному океані 2020 року.
Напередодні неминучого наближення Саллі було видано численні  попередження, і кілька прибережних округів і парафій на узбережжі Мексиканської затоки були евакуйовані. У Південній Флориді сильний дощ спричинив локальні раптові повені, тоді як на решті півострова спостерігалися безперервні зливи та грози через асиметричну структуру Саллі. Область між Мобілем, штат Алабама, і Пенсаколою, штат Флорида, прийняла на себе удар шторму, пов’язаний із повсюдним ураженням вітром, штормовими повенями та понад 20 дюймами (510 мм) опадів. Також відбувалися численні торнадо. Збитки оцінюються в 7,3 мільярдів доларів (2020 доларів США). Незважаючи на руйнування, викликані штормом, ім'я Саллі не був вилучено у відставку протягом наступного року, завдяки чому Саллі став найдорожчим тропічним циклоном у Північній Атлантиці за всю історію існування, назва якого не знята.

## Метеорологічна історія

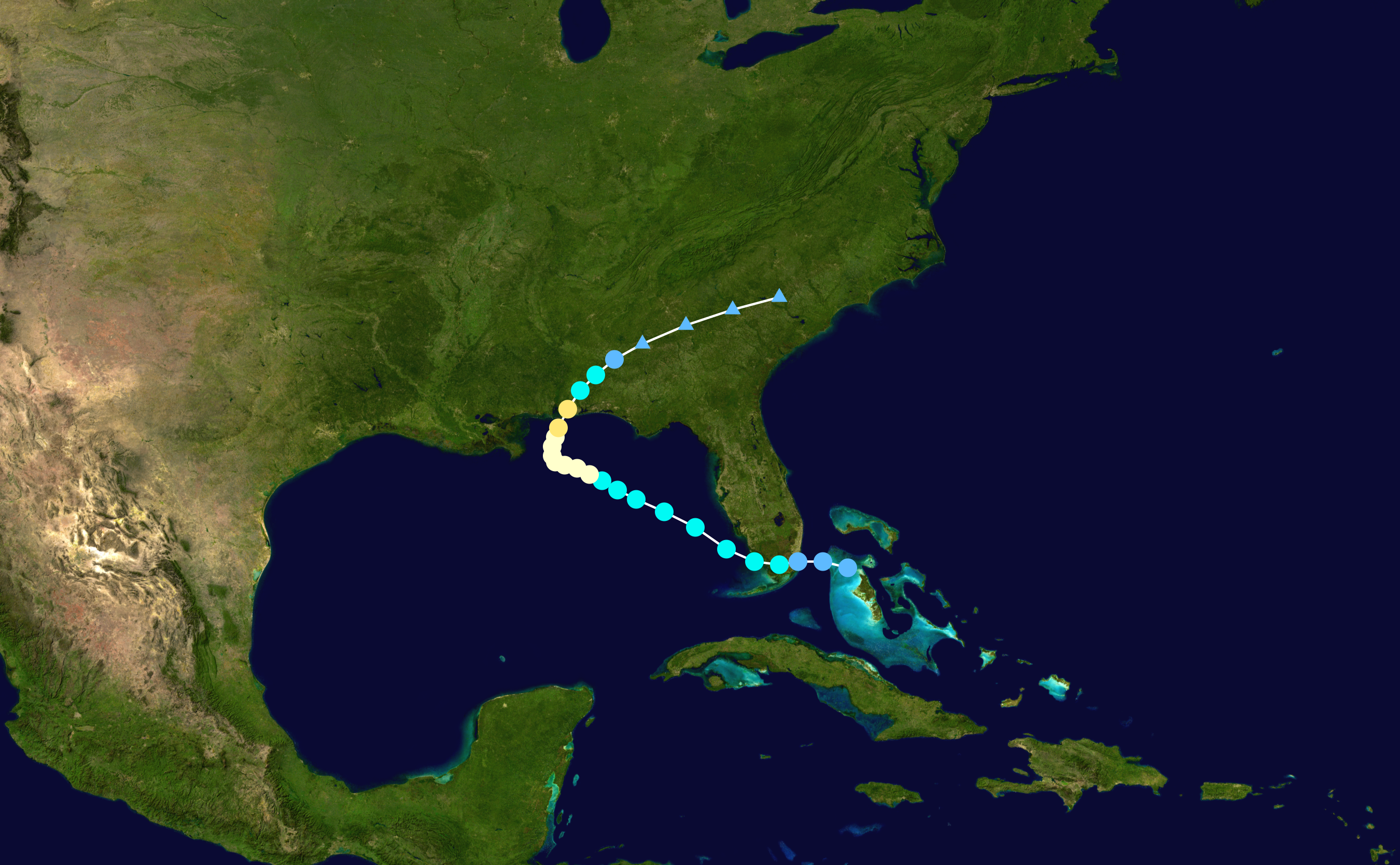
Карта шляху і інтенсивності Урагану Саллі за шкалою саффіра–сімпсона

4 вересня на південній і південно-західній стороні тодішньої Тропічної депресії Омар поблизу Бермудських островів утворився поверхневий прогин. Омар розвіявся наступного дня, а його залишки рухалися на північний-схід, а прогин повільно рухався на південний-захід над західною Атлантикою протягом наступних кількох днів, майже не виявляючи ознак організації. О 00:00 UTC 10 вересня NHC розпочав моніторинг зони порушеної погоди над Багамськими островами на предмет можливого розвитку. Протягом наступних двох днів конвекція швидко зросла, стала краще організованою і 11 вересня утворила широку область низького тиску.О 18:00 UTC система була організована достатньо, щоб її позначили як Тропічна депресія Дев’ятнадцять. Одразу після 06:00 UTC 12 вересня депресія вийшла на берег поблизу Катлер-Бей, штат Флорида, з вітром 35 миль на годину (55 км/год) і тиском 1003 мбар (29,6 дюймів рт.ст.). Система зберігала свою силу, коли рухалася на захід над Флоридою, але NHC відзначив, що сильний конвективний сплеск поблизу центру циклону значно ослаб.  Незважаючи на це, депресія посилилася над землею і стала тропічним штормом Саллі о 12:00 UTC того ж дня, коли над Еверглейдс, ставши першим 18-м тропічним або субтропічним штормом у сезоні ураганів в Атлантиці, перевищивши стару позначку 2 жовтня, яка була раніше встановлена ураганом «Стен» у 2005 році. Коли Саллі відійшла від берега Мексиканської затоки близько 15:00 UTC і повернула на північний-захід, вона зміцнилася ще трохи до 60 миль на годину (100 км/год), перш ніж північно-західний зсув з сусіднього низького рівня зупинив його інтенсифікацію та надала системі зрізаного вигляду. Оскільки зсув дещо послабився і став західним, величезний спалах конвекції та центральна реформація призвели до того, що Саллі швидко посилився в ураган до 16:00 UTC 14 вересня, перш ніж досягти початкової пікової інтенсивності з вітром 85 миль/год (140 км/год). і тиском 986 мбар (29,1 дюйма рт.ст.). Операційно NHC підвищив шторм до категорії низького класу 2 о 21:00 UTC, але було визначено, що це пов’язано з тимчасовими характеристиками ока, а не з справжньою оцінкою інтенсивності шторму.
Це збільшення сили тривало недовго, як через шість годин, оскільки чергове збільшення зсуву вітру та підйом холодних вод, викликаний повільним рухом шторму, трохи послабили Саллі на початку наступного дня. Незважаючи на його ослаблення, у Саллі сформувалося розірване око, як показано на радіолокаційних знімках, хоча воно було відкритим з південної сторони. Саллі продовжувала підтримувати свою інтенсивність, оскільки вона надзвичайно сповільнилася і спочатку звивалася, а потім повернула на північ, рухаючись лише зі швидкістю 2 милі на годину (3,2 км/год), хоча її тиск продовжував падати. Несподівано, коли Саллі наблизилася до узбережжя, її око швидко стало краще виразно, і воно різко почало знову посилюватися. До 05:00 UTC 16 вересня шторм перейшов до урагану 2 категорії і все ще посилювався, оскільки його північна очна стінка почала виходити на берег в окрузі Болдвін, штат Алабама. Потім шторм отримав статус високої 2 категорії о 08:00 UTC, перш ніж досягти своєї піку інтенсивності, коли він остаточно вийшов на берег близько 09:45 UTC поблизу Галф-Шорс, штат Алабама, з максимальною швидкістю вітру 110 миль/год. (175 км/год) і мінімальний центральний тиск 965 мбар (28,50 дюйма рт.ст.). Око Саллі швидко зникло, оскільки буря швидко слабшала, в той час як вона повільно рухалася вглиб країни. Його рейтинг було знижено до урагану категорії 1 о 13:00 UTC, а потім до тропічного шторму о 18:00 UTC. Саллі ще більше ослабла до тропічної депресії о 03:00 UTC 17 вересня, а потім стала позатропічним мінімумом о 12:00 UTC того дня. Низький рівень продовжувався на північний схід біля узбережжя Південної Кароліни та Північної Кароліни, перш ніж втратив свою ідентичність під час холодного фронту близько 12:00 UTC 18 вересня.

## Підготовка

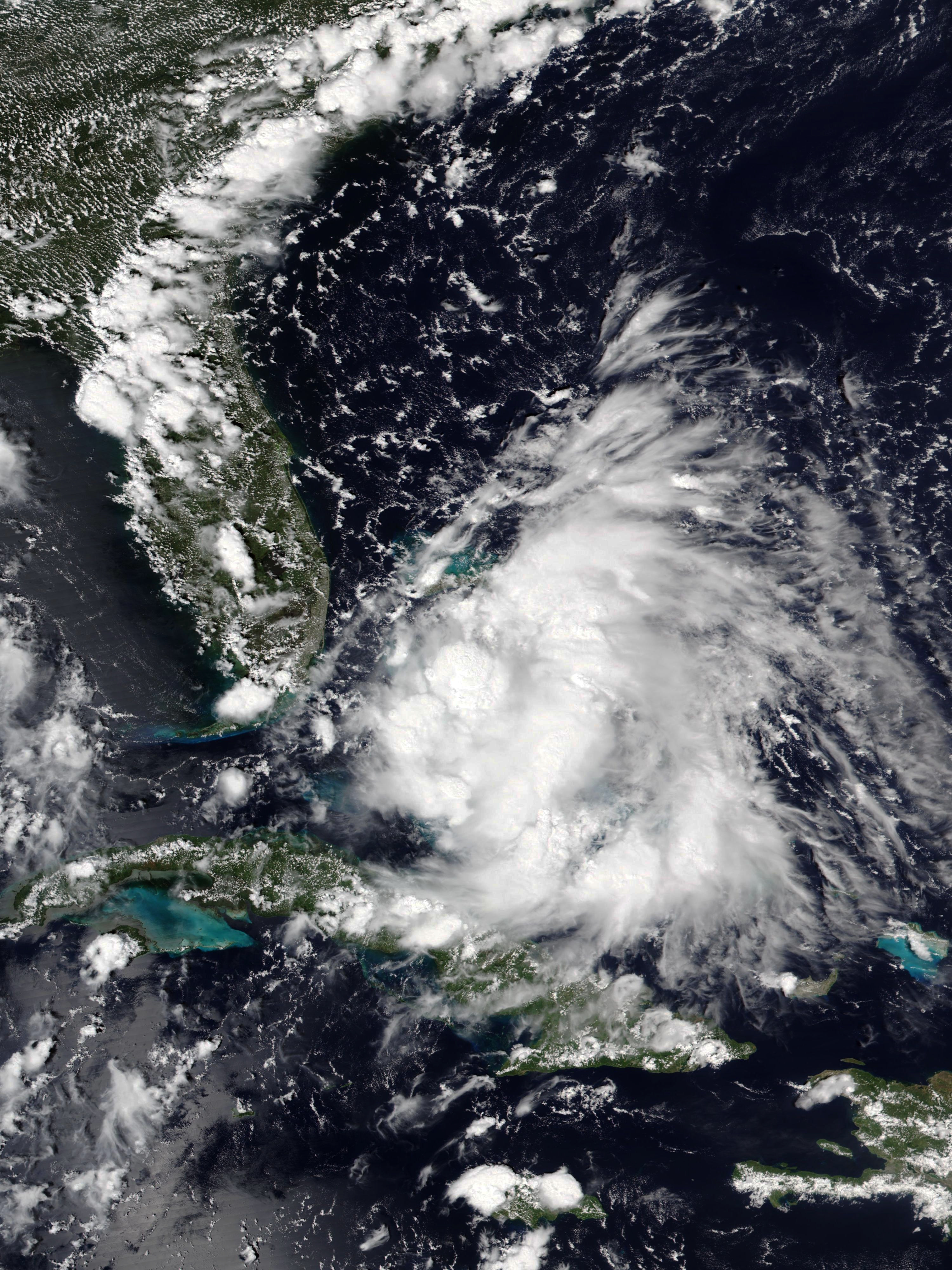
Тропічна депресія дев’ятнадцять незадовго до формування 11 вересня.

У зв'язку з можливістю того, що шторм обрушиться на берег як тропічний шторм, для узбережжя було випущено попередження про тропічний шторм для Південно-Східної Флориди о 21:00 UTC 11 вересня. Того ж дня численні попередження про ураган були видані для значної частини узбережжя затоки США на схід від Нового Орлеана о 21:00 UTC, через три години після того, як Саллі була названа. Було видано кілька попередженнь про торнадо та повені.
Надзвичайний стан було оголошено в штатах Луїзіана, Міссісіпі та Алабама. Режим надзвичайної ситуації були оголошені в Східний Батон-Руж і Сен-Бернар у Луїзіані та Ескамбії, округах Санта-Роза та Окалуса у Флориді, а також Новому Орлеані та Пенсаколі, Флорида.

### Луїзіана
Мер Нового Орлеана, Латоя Кантрелл, оголосила про евакуацію для районів за межами дамб  міста через штормовий приплив. Губернатор Луїзіани оголосив надзвичайний стан для всього штату, який все ще відновлювався від руйнівних наслідків урагану «Лаура» лише трьома тижнями раніше. Кілька районів були піддані обов'язковому наказу про евакуацію, включаючи весь Сент-Чарльз, а також частину Орлеану, Джефферсон, Плакмін та Сент-Джон-Баптист. Притулки були відкриті, заняття державних школах та університетах на 15 вересня були скасовані на південно-східній Луїзіані. FEMA оголосила, що вони нададуть додаткові ресурси Луїзіані для ліквідації наслідків урагану і не братимуть ресурси від допомоги урагану «Лаура». Лейкшор-Драйв уздовж озера Понтчартрен також був закритий перед ураганом.

### Міссісіпі

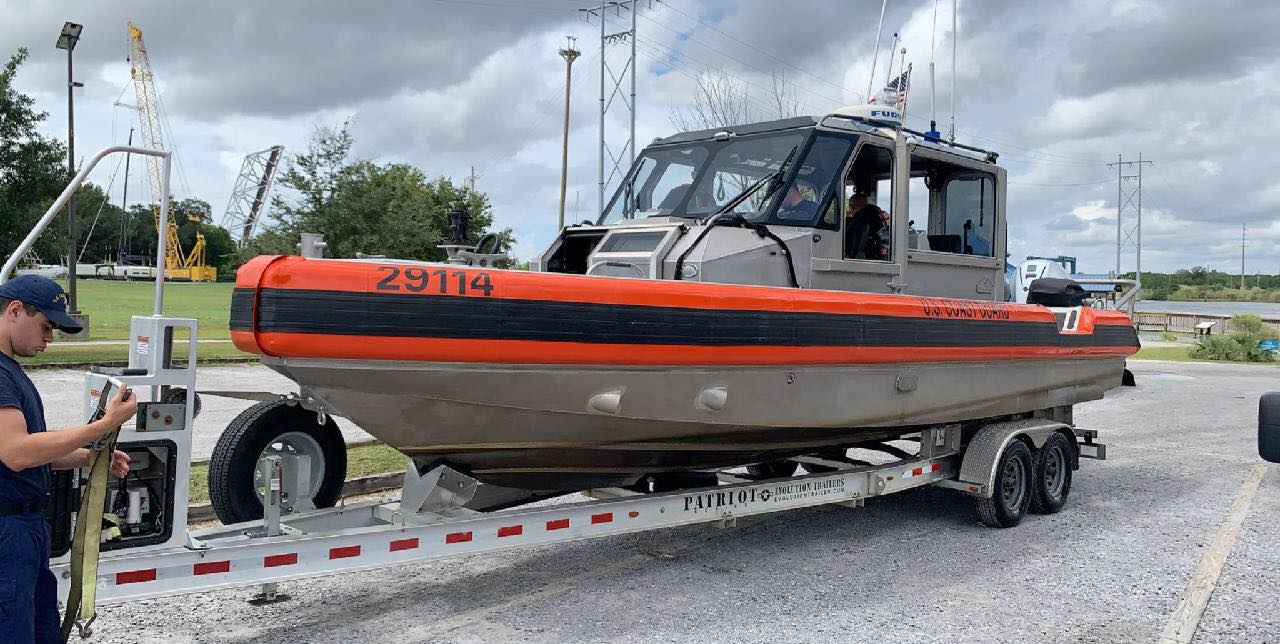
Берегова охорона США готується спустити на воду рятувальний човен для можливих рятувальних операцій.

Надзвичайний стан було оголошено в ніч на неділю, 13 вересня 2020р.. Губернатор штату Міссісіпі Тейт Рівз закликав жителів підготуватися до Саллі, яка, за його словами, може спричинити дощ до 20 дюймів (51 см) у південній частині штату. Деякі притулки були відкриті, хоча чиновники закликали людей, які евакуювались, залишатися з друзями, у родичах або в готелях, якщо це можливо, через загрозу надвисокого розширення коронавірусу. Для деяких районів округу Гаррісон та округу Генкок було призначено обов'язкову евакуацію.

### Алабама
Губернатор штату Алабама Кей Айві закрив усі пляжі на узбережжі і закликав евакуювати низинні райони та райони, схильні до повеней. Крім того, мер острова Дафін Джефф Коллієр наполегливо закликав усіх людей евакуюватися із західного краю після того, як вода почала проникати на головну дорогу. Надзвичайний стан було оголошено губернатором Кей Айві в понеділок 14 вересня 2020 року, оскільки державні школи та університети були або закриті, або переведені на дистанційне навчання в очікуванні шторму.

## Наслідки

Тропічна депресія 19 виходить на берег поблизу Маямі, штат Флорида, 12 вересня

Саллі невдовзі після виходу на берег у Галф-Шорс, штат Алабама, 16 вересня.

Повторна інтенсифікація та раптовий шлях на схід перед виходом на берег застали багатьох зненацька. Понад 500 000 клієнтів у Луїзіані, Алабамі, Флориді та Джорджії втратили електроенергію, а частини I-10, включаючи міст Ескамбія Бей, були перекриті. Поширені широкомасштабні попередження про смерчі, сильні грози та дощі. Саллі була найбільш руйнівним ураганом, який обрушився на прикордонний регіон Алабами та Флориди за майже 20 років, до якого входили округ Болдуін в Алабамі та Округ Ескамбія у Флориді..

### Флорида

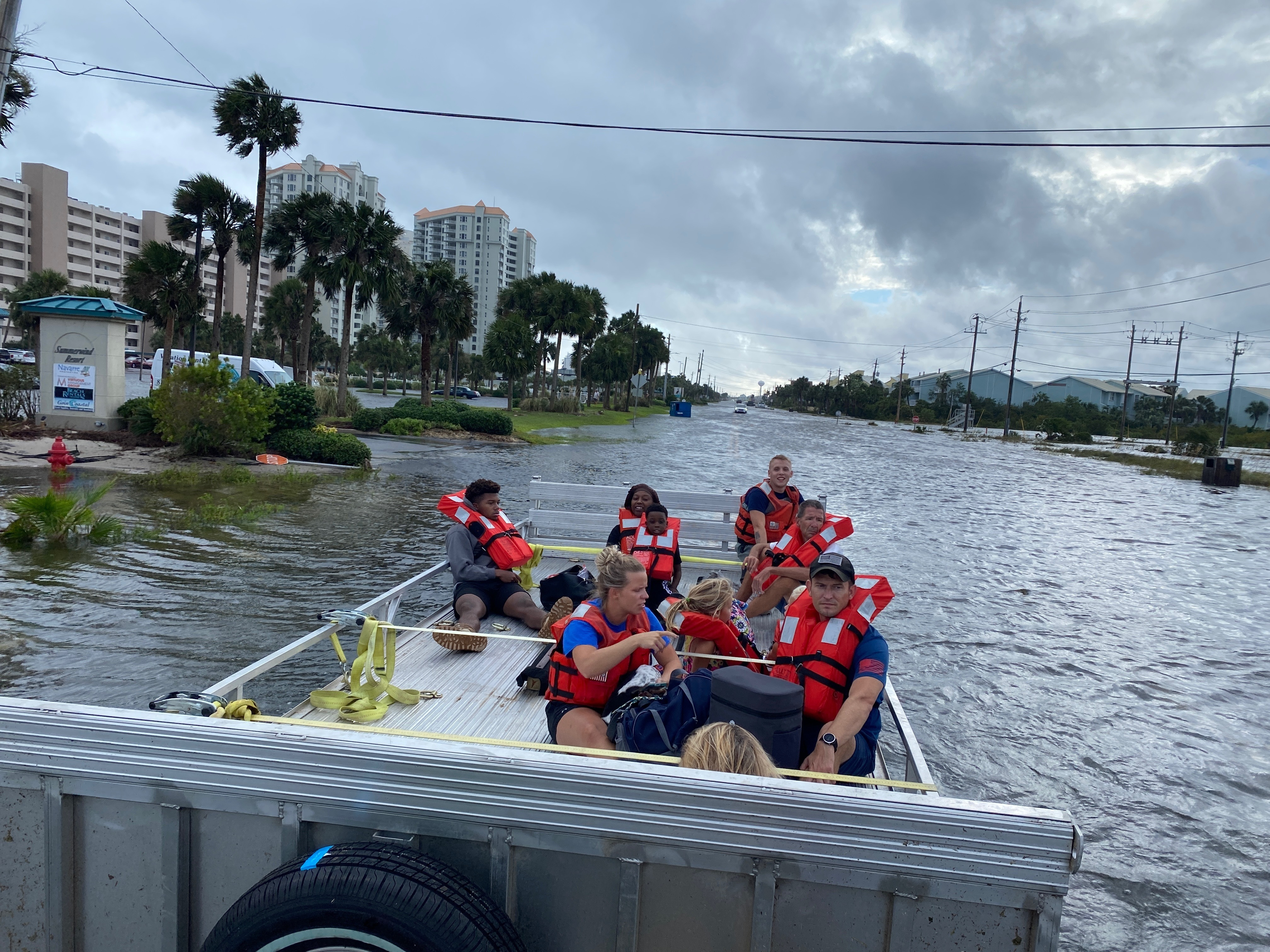
Люди після того, як їх врятувала група реагування берегової охорони поблизу Наварри, штат Флорида.

Через асиметричну структуру Саллі майже у всій Флориді спостерігалися постійні зливи та грози, починаючи з 12 вересня. Низький верхній рівень у зовнішніх дощових смугах Саллі викликав попередження про смерч на схід від Тампи поблизу Себрінга 12 вересня. Наступного дня черговий смерч спричинив два попередження на південному заході округу Лі. Кілька спеціальних попереджень також було видано для узбережжя Флориди через можливі паводки. 16 вересня у Маріанні був зареєстрований смерч який пошкодив сарай и повалив кілька дерев. Саллі спричинила сильні опади та помірні в Південній Флориді та Флориді-Кіс, при цьому майже 8,5 дюймів (220 мм) випадали над Марафоном, понад 10 дюймів (250 мм) у Кі-Весті та досягали максимуму в 12 дюймів (300 мм) у Нижньому Матекумбі-Кі. У деяких районах столичного району Маямі повідомлялося про пориви тропічної сили.
Район Панхендл зазнав найбільших збитків від шторму у Флориді. В окрузі Ескамбія, до якого входить Пенсакола, шериф поліції, допомагаючи жителям «до тих пір, поки це можливо фізично». У Тайгер Пойнт випало 91 дюймів дощу, тоді як Беллв'ю випало 76 дюймів. У самій Пенсаколі випало понад 24 дюйми (61 см) дощу, а повені та штормовий приплив сягнули 1,7 м, що є третім найбільшим припливом, коли-небудь зафіксованим у місті.  Багато вулиць були затоплені, а кілька припаркованих автомобілів були затоплені, коли вода потрапила в їхні двигуни. Пізно 15 вересня двадцять дві баржі в затоці Пенсакола вирвалися через сильний прибій. П'ять барж викинуло біля центру міста, а шоста зіткнулась. Сьомий застряг під мостом Гаркон-Пойнт, а останній — під мостом Пенсакола-Бей, що призвело до того, що міст був тимчасово закритий. Наступного ранку на міст впав кран, який зруйнував частину проїжджої частини. Департамент транспорту Флориди не змогло оцінити будь-які можливі пошкодження мосту через сильний вітер. На сусідньому пляжі Пенсакола відбулася прорив водопроводу, через що чиновники рекомендували жителям наповнювати ванни водою. Місто Панама-Сіті повідомило про викиди неочищених стічних вод з кількох місць через повінь від ураган «Саллі», що спонукало Міністерство охорони здоров'я Флориди рекомендувати не купатися в Панама-Сіті. У Пенсаколі 27-річний чоловік зник безвісти, коли намагався знайти понтонний човен матері, через тиждень після зникнення його тіло знайшли на берегу біля парку відпочинку «Блакитний ангел». Ще одна людина в Пенсаколі  загинула від отруєнню чадним газом від використання  генератора в приміщенні. Тіло ще однієї, 45-річної жінки-байдарочниці, яка також зникла у розпал шторму, було виявлено пізніше, це була третя смерть зафіксована в Пенсаколі та штату Флорида. Річка Шол в окрузі Окалуса досягла найвищого рівня за останні 20 років внаслідок дощів, які пройшли через проходження урагану. Це призвело до того, що частину Креств’ю, штат Флорида, було евакуйовано, а мости на L10 і FL-85 закриті для руху.

### Алабама

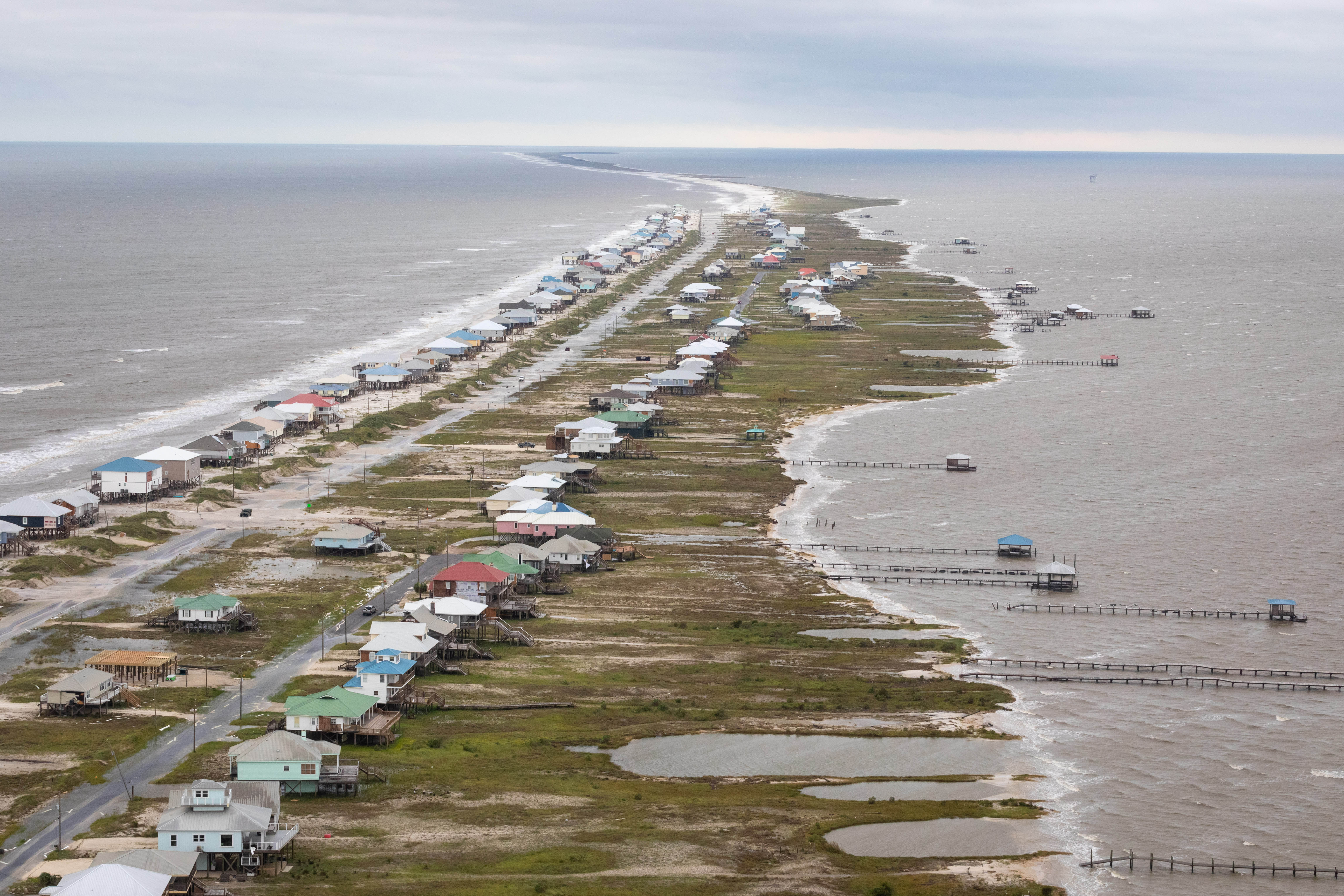
Агенти митної та прикордонної служби авіації та морської піхоти досліджують збитки, завдані ураганом Саллі поблизу Мобіла, штат Алабама, 16 вересня 2020 року.

Безперервні дощі через ураган Саллі спричинили повені, що відбулися на острові Дафін, починаючи з початку 14 вересня.
Два незайняті казино на річкових човнах у  Баю-Ла-Батр поблизу Мобіла вийшли з ладу через сильний шторм, коли одне з них потрапило в док. Форт Морган, штат Алабама, повідомив про порив вітру 121 милю на годину (195 км/год), тоді як  повідомив про порив вітру 83 милі на годину (134 км/год). Основні структурні пошкодження були зафіксовані в точці зсуву в затоці, а також в Галф-Шорс у затоці зруйнований ураганом «Іван» у 2004 році, був частково зруйнований штормовим припливом від Саллі лише за кілька днів після того, як він знову відкрився після реконструкції. Також було кілька повідомлень про пошкодження квартир у затоці, деякі з них були зруйновані. У Спейніш-Форт, штат була зруйнована АЗС. Повідомлялося про переповнення стічними водами у окрузі Мобіл після сильного дощу від урагану «Саллі», що спричинило забруднення річки Дог-Рівер та Реббіт-Крік. Одну людину оголосили мертвою, а ще одну зниклими безвісти в Орандж-Біч, районі, який найбільше постраждав від повені. Ще одна людина загинула у Фолі під час ліквідації наслідків шторму. Понад 2000 зламаних стовпів та 4300 дерев на лініях електропередач залишили без енергії понад 71.000 домогосподарств та підприємств у південній та центральній частині округу Болдвін, що становить 95 % площі обслуговування місцевого електричного кооперативу Baldwin EMC. Лише 5 з 22 підстанцій залишилися в експлуатації на наступний день після шторму. Через два дні після виходу на берег, 18 вересня, губернатор Алабами Кей Айві на прес-конференції сказав, що 103 000 споживачів досі залишаються без світла в Болдвін і ще 60 000 в окрузі Мобіл. Через п'ять днів після виходу на берег Baldwin EMC відновила електропостачання майже для 60 тисяч споживачів що становить 75% їхніх абонентів, але 18 тисяч досі залишалися  без електроенергії.
Загальні збитки в Алабамі досягли 311,895 мільйона доларів (2020 доларів США ).

### В іншому місці

Залишки Урагану Саллі над Кароліною

Вітри з зовнішніх смуг Саллі спричинили вихід із південної сторони озера Понтчартрейн у Луїзіані, що затопило Лейкшор Драйв. Однак серйозних збитків не було повідомлено, оскільки шторм відійшов далі на схід, ніж прогнозувалося спочатку. Саллі призвела до повені в Міссісіпі, з найсильніший у окрузі Джексон. На піку шторму понад 10 000 людей були без світла на узбережжі Мексиканської затоки. Поліція Паскагули повідомила про знеструмлення ліній електропередач і світлофорів у місті та відключення електроенергії у східній частині міста. Деякі частини Південного Міссісіпі також повідомляли про повалені дерева та знаки. Очікувалося, що загальна шкода в Міссісіпі буде набагато більшою, але була зменшена, оскільки шторм перемістився на схід.  У Джорджії було підтверджено шість торнадо, два з яких отримали рейтинг EF1, а інші чотири отримали рейтинг EF0. Одна людина загинула, ще двоє отримали поранення після того, як великий дуб впав на два будинки та кілька автомобілів в Атланті. Ще двоє загиблих в метро Атланти, одна в окрузі Кобб, де чоловік загинув після того,  як через слизьку дорогу, водій втратив контроль над своїм транспортним засобом і врізався в автобусну зупинку, де був чоловік, і ще одна смерть у Гвіннетті  де загинула 71-річна жінка, коли дерево впало на проїжджу частину, притиснувши її під собою. У Північній Кароліні та Південній Кароліні також було підтверджено ще 16 торнадо з 17 по 18 вересня. Двоє з них отримали рейтинг EF1, ще двоє отримали рейтинг EFU, а всі інші отримали рейтинг EF0. Одну людину було поранено, коли він прибирав уламки свого пересувного будинку після торнадо EF0 у Сардісі, Південна Кароліна.